# Gregor Steffens
Gregor Steffens (* 12. März 1924 in Bottrop; † 15. Dezember 2012) war ein deutscher Jurist und Richter am Bundessozialgericht.

## Leben
Steffens studierte ab 1949 Rechtswissenschaft an der Universität Münster. Im Jahr 1953 legte er das erste, 1957 das zweite juristische Staatsexamen ab. Er wurde zunächst Anwaltsassessor und Rechtsanwalt, bevor er Sozialrichter wurde.
Nach einer Abordnung zum Landessozialgericht Nordrhein-Westfalen 1963 wurde Steffens im August 1965 zum Landessozialgerichtsrat ernannt.
Im Jahr 1978 wurde er Richter am Bundessozialgericht, in dessen 9. Senat er für das Soziale Entschädigungsrecht und das Recht der Gesetzlichen Unfallversicherung zuständig war. Dort war er bis zu seiner Pensionierung im Mai 1986 tätig.
Steffens war Mitglied der katholischen Studentenverbindung K.St.V. Ravensberg Münster im KV.